# Карвалью, Фабиу
Фа́биу Леа́ндру Фре́йташ Гоуве́я Карва́лью (порт. Fábio Leandro Freitas Gouveia Carvalho; родился 30 августа 2002, Торриш-Ведраш) — португальский и английский футболист, атакующий полузащитник английского клуба «Брентфорд».

## Клубная карьера
Уроженец Торриш-Ведраша (округ Лиссабон), Фабиу начал футбольную карьеру в академии «Бенфики». Впоследствии переехал в Великобританию. С 2014 года выступал за футбольную академию лондонского «Фулхэма». В октябре 2018 года был включён в список «20 лучших талантов Премьер-лиги», составленный газетой «Гардиан». В мае 2020 года подписал с «дачниками» свой первый профессиональный контракт. 23 сентября 2020 года дебютировал в основном составе «Фулхэма» в матче Кубка Английской футбольной лиги против «Шеффилд Уэнсдей». 1 мая 2021 года дебютировал в Премьер-лиге, выйдя на замену в матче против «Челси». 15 мая 2021 года забил свой первый гол за «дачников» в матче Премьер-лиги против «Саутгемптона».
23 мая 2022 года было объявлено о соглашении по переходу игрока в «Ливерпуль». Трансфер состоялся 1 июля 2022 года.
30 июня 2023 года Карвалью присоединился к немецкому клубу «РБ Лейпциг» по контракту аренды. Дебют состоялся 12 августа в матче Суперкубка Германии против «Баварии», где футболист появился на поле на 78-й минуте матча, заменив Дани Ольмо. «РБ Лейпциг» одержал победу со счётом 3:0. Договор аренды, изначально рассчитанный до конца сезона 2023/24, был расторгнут 31 декабря 2023 года, и Карвалью вернулся в «Ливерпуль».
10 января 2024 года был отдан в аренду «Халл Сити» до конца сезона.
12 августа 2024 года перешёл в «Брентфорд» за 22,5 млн фунтов, ещё 5 млн фунтов предусмотрены в виде бонусов.

## Карьера в сборной
Выступал за сборные Англии до 16, до 17 и до 18 лет.
25 марта 2022 года дебютировал за сборную Португалии до 21 года в матче против сверстников из Исландии.

## Достижения
«Ливерпуль»
- Обладатель Суперкубка Англии: 2022

«РБ Лейпциг»
- Обладатель Суперкубка Германии: 2023